# العلاقات التونسية الكورية الجنوبية
العلاقات التونسية الكورية الجنوبية هي العلاقات الثنائية التي تجمع بين تونس وكوريا الجنوبية.
لدى تونس سفارة في كوريا الجنوبية، ولهذه الأخيرة سفارة في تونس.

## مقارنة بين البلدين
هذه مقارنة عامة ومرجعية للدولتين:
| وجه المقارنة                                              | تونس                                       | كوريا الجنوبية                                                          |
| --------------------------------------------------------- | ------------------------------------------ | ----------------------------------------------------------------------- |
| المساحة (كم2)                                             | 163.61 ألف                                 | 100.30 ألف                                                              |
| عدد السكان (نسمة)                                         | 11.53 مليون                                | 51.47 مليون                                                             |
| الكثافة السكانية (ن./كم²)                                 | 70.47                                      | 513.16                                                                  |
| العاصمة                                                   | تونس                                       | سول                                                                     |
| اللغة الرسمية                                             | اللغة العربية                              | اللغة الكورية                                                           |
| العملة                                                    | دينار تونسي                                | وون كوري جنوبي                                                          |
| الناتج المحلي الإجمالي (بليون دولار)                      | 40.26 مليار                                | 1.53 تريليون                                                            |
| الناتج المحلي الإجمالي (تعادل القوة الشرائية) بليون دولار | 129.05 مليار                               | 1.75 تريليون                                                            |
| الناتج المحلي الإجمالي الاسمي للفرد دولار أمريكي          | 3.87 ألف                                   | 27.22 ألف                                                               |
| الناتج المحلي الإجمالي للفرد دولار أمريكي                 | 11.44 ألف                                  |                                                                         |
| مؤشر التنمية البشرية                                      | 0.721                                      | 0.901                                                                   |
| رمز المكالمات الدولي                                      | +216                                       | +82                                                                     |
| رمز الإنترنت                                              | .tn                                        | .kr                                                                     |
| المنطقة الزمنية                                           | ت ع م+01:00، توقيت وسط أوروبا، ت ع م+02:00 | توقيت كوريا الجنوبية، ت ع م+09:00، آسيا/سيول ‏، ت ع م+08:00، ت ع م+08:30 |

## منظمات دولية مشتركة
يشترك البلدان في عضوية مجموعة من المنظمات الدولية، منها:
| علم المنظمة | اسم المنظمة                                                | تاريخ انضمام تونس | تاريخ انضمام كوريا الجنوبية |
| ----------- | ---------------------------------------------------------- | ----------------- | --------------------------- |
|             | مؤسسة التمويل الدولية                                      | 25 يوليو 1962     | 16 مارس 1964                |
|             | منظمة حظر الأسلحة الكيميائية                               | ?                 | ?                           |
|             | يونسكو                                                     | 8 نوفمبر 1956     | 14 يونيو 1950               |
|             | البنك الإفريقي للتنمية                                     | ?                 | ?                           |
|             | الأمم المتحدة                                              | 12 نوفمبر 1956    | 17 سبتمبر 1991              |
|             | المنظمة الهيدروغرافية الدولية                              | ?                 | ?                           |
|             | منظمة الشرطة الجنائية الدولية                              | ?                 | ?                           |
|             | البنك الدولي للإنشاء والتعمير                              | 14 أبريل 1958     | 26 أغسطس 1955               |
|             | العملية المشتركة للاتحاد الأفريقي والأمم المتحدة في دارفور | ?                 | ?                           |
|             | الاتحاد البريدي العالمي                                    | ?                 | ?                           |
|             | مؤسسة التنمية الدولية                                      | 30 ديسمبر 1960    | 18 مايو 1961                |
|             | منظمة التجارة العالمية                                     | ?                 | ?                           |
|             | الفريق المعني برصد الأرض                                   | ?                 | ?                           |
|             | المركز الدولي لتسوية المنازعات الاستشارية                  | 14 أكتوبر 1966    | 23 مارس 1967                |
|             | وكالة ضمان الاستثمار متعدد الأطراف                         | 7 يونيو 1988      | 12 أبريل 1988               |

## وصلات خارجية
- موقع وزارة الخارجية الكورية الجنوبية